# Joseph-Élie Savaria
Joseph-Élie Savaria (* 16. Dezember 1886 in Lachine, Québec; † 4. Oktober 1973 in Montreal) war ein kanadischer Organist und Musikpädagoge.

## Leben
Savaria studierte Klavier, Solfège und Harmonielehre bei Jean-Noël Charbonneau. Etwa ab 1903 war er Orgelschüler von Alphonse Lavallée-Smith. Bei einer Studienreise 1912–13 nahm er in Paris Orgelunterricht bei Marcel Dupré, Louis Vierne und Charles-Marie Widor. In Montreal war er zwischen 1905 und 1920 Organist an der Kirche Saint-Charles und danach bis 1927 an der Kirche Notre-Dame-du-Très-Saint-Sacrement. In Westmount hatte er dann bis 1966 die Organistenstelle an der Kirche Ascension of Our Lord inne.
Von 1911 bis 1918 unterrichtete er am Collège St-Jérôme. Orgellehrer war er an der Schola Cantorum in Montreal, Klavier- und Orgellehrer am Séminaire de Joliette (1926–29) und am Conservatoire de musique du Québec. Zu seinen Schülern zählten neben seinem Sohn Georges Savaria unter anderem Pierre Brabant und Joseph-Antonio Thompson.